# Lista eponimicznych nazw objawów chorobowych
Nazwy objawów chorobowych często pochodzą od nazwisk lekarzy, którzy opisali je po raz pierwszy; opisowe nazwy objawów są zazwyczaj zbyt długie, by posługiwać się nimi w praktyce klinicznej. Poniższa lista przedstawia eponimiczne nazwy objawów chorobowych. Eponimy będące pojęciami anatomicznymi lub histologicznymi znajdują się w artykule eponimy anatomiczne.
Odimienne nazwy jednostek chorobowych znajdują się w artykule lista eponimicznych nazw chorób. Zobacz też eponimy medyczne.
Objawy niebędące objawami chorobowymi (odruchy fizjologiczne, objawy ciąży, objawy patomorfologiczne) znajdują się w haśle eponimy medyczne.
A B C Ć D E F G H I J K L Ł M N O P Q R S Ś T U V W X Y Z Ź Ż Przypisy Bibliografia

## A
- objaw Aarona – Charles Dettie Aaron
- objaw Abadiego – Jean Marie Charles Abadie
- triada Addisa
- źrenica Adiego – William John Adie
- objaw Adsona – Alfred Adson
- objaw Albarrana – Joaquin Maria Albarran y Dominguez
- objaw Allisa – Oscar Huntingdon Allis
- objaw Amossa – Harold L. Amoss
- źrenica Argyll Robertsona – Douglas Argyll Robertson
- zjawisko Arthusa – Nicolas Maurice Arthus
- objaw Asboe-Hansena – Gustav Asboe-Hansen
- objaw Auenbruggera – Josef Leopold Auenbrugger
- objaw Auspitza – Heinrich Auspitz
- szmer Austina Flinta – Austin Flint

## B
- objaw Babińskiego – Józef Babiński
- wrzód Bairnsdale’a – Bairnsdale
- pierścienie Balbianiego – Edouard-Gérard Balbiani
- objaw Ballance’a – Charles Alfred Ballance
- objaw Baniewicza – Napoleon Baniewicz
- test Bárány’ego – Robert Bárány
- manewr Barlowa – Thomas Barlow
- objaw Bastiana-Brunsa – Henry Charlton Bastian, Ludwig Bruns
- objaw Battle’a – William Henry Battle
- linie Beau – Joseph Honoré Simon Beau
- triada Becka – Claude Schaeffer Beck
- objaw Beckera – Otto Heinrich Enoch Becker
- objaw Beevora – Charles Edward Beevor
- objaw Bella
- objaw Bikelesa – Gustaw Bikeles
- objaw Binga – Paul Robert Bing
- oddychanie Biota – C. Biot
- plamki Bitota – Pierre Bitot
- objaw Blumberga – Jacob Moritz Blumberg
- objaw Boasa – Ismar Isidor Boas
- objaw Bonneta
- objaw Bostona – L.N. Boston
- objaw Bragaarda
- objaw Branhama – Henry Branham
- objaw Brdlika
- zawały Brewera – George Emerson Brewer
- odwrócony objaw Broadbenta – William Broadbent
- objaw Broadbenta – William Broadbent
- afazja Broki – Paul Broca
- test Brodiego-Trendelenburga – Benjamin Collins Brodie, Friedrich Trendelenburg
- objaw Brudzińskiego – Józef Brudziński
- ataksja Brunsa – Ludwig Bruns
- plamki Brushfielda – Thomas Brushfield
- objaw Bryanta
- linia Burtona – Henry Burton

## C
- pierścienie Cabota – Richard Cabot
- głowa Meduzy – Meduza
- objaw Cardarellego
- szmer Careya Coombsa – Carey Coombs
- triada Carneya
- objaw Carvallo – José Carvallo
- kołnierz Casala – Gaspar Casal
- objaw Chadwicka – James Read Chadwick
- triada Charcota – Jean-Martin Charcot
- kryształy Charcota-Leydena – Jean-Martin Charcot, Ernst Viktor von Leyden
- objaw Chełmońskiego
- oddech Cheyne’a-Stokesa – John Cheyne, William Stokes
- objaw Childressa
- objaw Chvostka – František Chvostek
- objaw Clarka – Alonzo Clark
- objaw Claybrooka – Edwin Claybrook
- stawy Cluttona – Henry Hugh Clutton
- trójkąt Codmana – Ernest Armory Codman
- objaw Comby’ego – Jules Comby
- tętno Corrigana – Dominic John Corrigan
- objaw Courvoisiera – Ludwig Georg Courvoisier
- objaw Crichtona-Browne’a – James Crichton-Browne
- objaw Crowe’a – Samuel Crowe
- objaw Cruveilhiera – Jean Cruveilhier
- objaw Cullena – Thomas Cullen
- wężownice Curschmanna – Hans Curschmann
- triada Cushinga – Harvey Cushing
- objaw Czerny’ego – Adalbert Czerny

## D
- objaw Dahla
- objaw Dalrymple’a – John Dalrymple
- objaw Dance’a
- objaw Dandy’ego – Walter Edward Dandy
- objaw Dariera, choroba Dariera – Ferdinand-Jean Darier
- objaw De Musseta  – Paul de Musset
- objaw Derbolowsky’ego – Udo Derbolowsky
- objaw Dennie-Morgana – Charles Clayton Dennie
- objaw Destota
- objaw Doi
- objaw Drehmanna – Gustav Drehmann
- objaw Dubois – Paul Dubois
- objaw Duchenne’a – Guillaume Duchenne
- objaw Dunphy’ego
- objaw Durozieza – Paul Louis Duroziez

## E
- plamki Elschniga – Anton Elschnig
- objaw Enrotha – Emil E. Enroth
- objaw Erba – Wilhelm Heinrich Erb
- objaw Ewarta – William Ewart

## F
- objaw Fageta – Jean-Charles Faget
- objaw Fajersztajna-Krzemickiego – Izydor Fajersztajn-Krzemicki
- objaw Finkelsteina-Wilfanda – Heinrich Finkelstein
- szmer Fischera
- objaw Flataua – Edward Flatau
- szmer Flinta – Austin Flint
- plamki Forschheimera – Frederick Forschheimer
- objaw Fothergilla
- objaw Foxa
- objaw Franceschettiego – Adolphe Franceschetti
- objaw Franka
- objaw Friedreicha – Nikolaus Friedreich
- objaw Froina – Georges Froin
- objaw Fromenta – Jules Froment

## G
- objaw Galeazziego
- objaw Gerhardta – Carl Jakob Adolf Christian Gerhardt
- szmer Gibsona – George Alexander Gibson
- objaw Gifforda – Harold Gifford
- objaw Glanzmana
- objaw Goetza
- objaw Goldflama – Samuel Goldflam
- objaw Goodella
- objaw Gottrona – Heinrich Adolf Gottron
- objaw Gowersa – William Richard Gowers
- objaw Graefego – Friedrich Wilhelm Ernst Albrecht von Graefe
- objaw Gradenigo – Giuseppe Gradenigo
- szmer Grahama Steela
- objaw Grasseta-Gaussela – Joseph Grasset, A. Gaussel
- objaw Grey Turnera – Grey Gilbert Turner
- objaw Griesingera – Wilhelm Griesinger
- objaw Griffitha
- objaw Marcusa Gunna – Robert Marcus Gunn

## H
- pasma Haaba – Otto Haab
- objaw Halsteadta
- objaw Hammana – Louis Virgil Hamman
- objaw Hamptona
- objaw Hanningtona-Kiffa
- bruzda Harrisona
- objaw Hatchcocka
- guzki Heberdena – William Heberden
- objaw Hechta –
- objaw Hegara
- objaw Hermana – Eufemiusz Herman
- objaw Hertoghe’a
- objaw Higoumenakisa – George K. Higoumenakis
- objaw Hilla
- twarz Hipokratesa – Hipokrates
- objaw Hoffmana
- płytka Hollenhorsta
- objaw Holzknechta-Jacobsona
- objaw Homansa – John Homans
- objaw Hoovera
- objaw Hoovera
- objaw Howshipa-Romberga
- źrenica Hutchinsona – Jonathan Hutchinson
- objaw Hutchinsona
- zęby Hutchinsona

## IJ
- objaw Ibrahima-Lusta
- objaw Janewaya – Theodore Caldwell Janeway
- objaw Jaworskiego
- objaw Jeffreya
- objaw Jellinka
- objaw Joffroya
- objaw Johna Thomasa

## K
- objaw Kanavela
- objaw Kashidy
- objaw Katza-Wachtela
- pierścień Kaysera-Fleischera
- objaw Kehra – Hans Kehr
- objaw Kelly’ego
- objaw Kérandela – Jean-François Kérandel
- linie Kerleya –
- objaw Kerniga – Władimir Kernig
- objaw Kochera
- zjawisko Koebnera, objaw Koebnera – Heinrich Koebner
- guzki Koeppego – Leonhard Koeppe
- plamki Koplika – Henry Koplik
- trójkąt Korányi-Grocco-Rauchfussa – Pietro Grocco, Friedrich von Korányi, Karl Rauchfuss
- tony Korotkowa – Nikołaj Korotkow
- objaw nadgarstkowy Kosowicza – Jerzy Stanisław Kosowicz
- oddychanie Kussmaula – Adolph Kussmaul
- objaw Kussmaula – Adolph Kussmaul

## L
- objaw Ladina
- objaw Lancisiego
- objaw Landolfiego
- objaw Lasègue’a – Ernest-Charles Lasègue
- objaw Lewenfisza – Henryk Lewenfisz-Wojnarowski
- objaw Levine’a
- objaw Lhermitte’a – Jean Lhermitte
- objaw Lighthouse’a
- objaw Lincolna
- guzki Lischa
- objaw Liskera
- objaw Littena
- objaw Louvela
- objaw Lowenberga-Maya

## M
- objaw Macewena – William Macewen
- objaw Mackiewicza – Jakub Mackiewicz
- objaw Magnana
- objaw Malcza – Wilhelm Malcz
- objaw Mannkopfa – Emil W. Mannkopf
- źrenica Marcusa Gunna
- objaw Marfana – Antoine Bernard Jean Marfan
- objaw Mariego – Pierre Marie
- objaw Markle’a
- objaw Mayne’a
- objaw Mayena
- objaw Mayra
- objaw McBurneya
- objaw McConnella
- objaw McDonalda
- objaw McMurraya – Thomas Porter McMurray
- objaw Meansa – James H. Means
- pasma Meesa
- objaw Mendla-Bechterewa – Kurt Mendel, Władimir Bechterew
- objaw Mennela – James Beaver Mennel
- guzki Meyneta
- objaw Minora – Łazar Minor
- objaw Mizuo-Nakamury – Gentaro Mizuo, B. Nakamura
- objaw Monasha
- objaw Möbiusa – Paul Julius Moebius
- paznokcie Muehrckego
- objaw Muldera
- objaw Müllera
- objaw Murphy’ego – John Benjamin Murphy
- objaw Musseta – Alfred de Musset ?
- objaw Myersona

## N
- objaw Naffzigera – Howard C. Naffziger
- objaw Neriego
- objaw Nikolskiego – Piotr Wasiljewicz Nikolskij

## O
- objaw Olivera – William Silver Oliver
- objaw Oppenheima – Hermann Oppenheim
- objaw Ortolaniego – Marino Ortolani
- objaw Orzechowskiego – Kazimierz Orzechowski
- guzki Oslera – William Osler
- objaw Oslera – William Osler
- objaw Otta – V. Ott
- objaw Overenda – W. Overend

## P
- objaw Palli
- blizny Parrota – Joseph Marie Parrot
- objaw Pastii – C. Pastia
- objaw Payra – Erwin Payr
- gorączka Pela-Ebsteina – Wilhelm Ebstein, Pieter Klazes Pel
- objaw Pellegriniego-Stiedy – August Pellegrini, Alfred Stieda
- objaw Pembertona
- objaw Peteny’ego
- objaw Phalena
- odruch źreniczny paradoksalny Piltza – Jan Piltz
- odruch źreniczny neurotoniczny Piltza
- odruch Piltza-Westphala
- odruch Piotrowskiego – Aleksander Piotrowski
- paznokcie Plummera
- objaw Poola – Eugene Hillhouse Pool
- objaw Poola-Schlesingera – Eugene Hillhouse Pool, Hermann Schlesinger
- objaw Popowa
- objaw Pratta
- objaw Progulskiego – Stanisław Progulski
- objaw Przewalskiego – B. Przewalski
- odruch Puuseppa – Ludvig Puusepp

## Q
- zjawisko Queckenstedta – Hans Heinrich Georg Queckenstedt
- objaw Quinckego – Heinrich Irenaeus Quincke

## R
- objaw Raimiste
- objaw Raubera – A. Rauber
- objaw Raynauda – Maurice Raynaud
- pentada Reynoldsa
- objaw Riesmana
- objaw Riessera
- objaw Rigglera
- objaw Roemhelda
- objaw Romañy – Cecilio Romaña
- objaw Romberga – Moritz Heinrich Romberg
- objaw Rosenbacha – Ottomar Rosenbach
- objaw Rossolimo – Grigorij Iwanowicz Rossolimo
- plamki Rotha
- objaw Rovsinga – Niels Thorkild Rovsing
- objaw Rumpel-Leedego – Theodor Rumpel, Carl Stockbridge Leede
- objaw Russella

## S
- objaw Saegessera – Max Saegesser
- triada Sainta
- objaw Saintona – Paul Sainton
- objaw Salusa
- objaw Schäffera – Max Schäffer
- objaw Schepelmanna
- objaw Schobera –  P. Schober
- objaw Schrijvera-Bernharda –  D. Schrijver, Heinrich Bernhard
- objaw Schultza-Charltona
- objaw Schultzego – Max J. Schultze
- objaw Schwartzego
- objaw Shermana
- trójkąt Sherrena
- objaw siostry Marii Józefiny
- objaw Smirnowa –  B. Smirnow
- objaw Smitha
- objaw Souquesa – Alexandre Achille Souques
- objaw Spaldinga – Alfred Baker Spalding
- szmer Steella – Graham Steell
- objaw Steinmanna – Frtz Steinmann
- objaw Stellwaga – Karl von Carion Stellwag
- objaw Sterlinga-Rosnera – Władysław Sterling, Rudolf Rosner
- objaw Stierlina – Edouard Stierlin
- szmer Stilla – George Frederick Still
- objaw Stransky’ego
- objaw Strümplla
- objaw Sukera

## T
- paznokcie Terry’ego
- objaw Terry-Thomasa – Terry-Thomas
- objaw Tinela-Hoffmana
- objaw Traubego – Ludwig Traube
- objaw Trendelenburga – Friedrich Trendelenburg
- objaw Troisiera – Charles Emile Troisier
- objaw Trömnera – Ernst Trömner
- objaw Trousseau – Armand Trousseau
- objaw Trousseau – Armand Trousseau
- objaw Turyna

## U
- zjawisko Uhthoffa – Wilhelm Uhthoff

## V
- objaw Verneta
- triada Virchowa – Rudolf Ludwig Karl Virchow
- objaw Von Brauna-Fernwaldsa
- objaw Vossa – Otoo Voss

## WYZ
- objawy Waddella
- objaw Wahla-Kadera
- objaw Wartenberga – Robert Wartenberg
- objaw Weila-Edelmana
- odruch Weingrowa
- objaw Weissa – Nathan Weiss
- objaw Westermarka
- triada Whipple’a – Allen Whipple
- siateczka Wickhama (prążki Wickhama) – Louis-Frederic Wickham
- objaw Wimbergera – Hans Wimberger
- objaw Winterbottoma
- objaw Wintricha – Anton Wintrich
- triada Wolffa-Parkinsona-White’a
- objaw Yoshimury – Kisaku Yoshimura
- objaw Zohlena